# Serra de les Deveses
La Serra de les Deveses és una serra situada al municipi d'Oristà a la comarca del Lluçanès, amb una elevació màxima de 715 metres.